# Аборты в Литве
Аборты в Литве являются законными по запросу до двенадцатой недели беременности; до 22 недель по медицинским показаниям. Когда Литва была Литовской ССР, аборты регулировались Правительством СССР.

## История
Начиная с 21 июля 1940 года Литва была известна как Литовская Советская Социалистическая Республика и в ней действовало законодательство об абортах Советского Союза (СССР). 27 июня 1936 года в СССР запретили аборты, за исключением опасности для жизни матери, или если ребёнок мог унаследовать тяжёлое заболевание от родителей. Согласно этому закону, аборты должны были выполняться в роддомах и больницах, а врачи, которые пренебрегали этим предписанием, рисковали лишением свободы на срок от одного до двух лет.
23 ноября 1955 года Правительство СССР издало указ, который сделал доступными аборты по запросу. Позже в этом же году срок исполнения абортов по запросу ограничили первыми тремя месяцами беременности, за исключением угрозы для жизни матери во время родов. Медикам разрешено было делать аборты лишь в больницах. Это была платная процедура, за исключением случаев опасности для жизни матери. Если врач проводил аборт не в больнице, то его могли осудить на один год. Если человек, осуществивший аборт, не имел медицинского образования, то его могли посадить в тюрьму на два года. Если беременная женщина получала серьёзные травмы или умирала, то срок заключения мог вырасти до 8 лет.
Правительство СССР был обеспокоено числом незаконных абортов и пыталось уменьшить их применение. 31 декабря 1987 года Советский Союз объявил, что он позволит многим медицинским учреждениям проводить аборты до двадцать восьмой недели беременности. В 1989 году в Литве было 50 100 абортов на 55 782 родов. До 2010 года число абортов сократилось до 6989 на 35626 рождений.
С 1995 по 2000 годы суммарный коэффициент рождаемости в Литве составлял 1,4 ребёнка на одну женщину. Правительство официально хочет увеличить этот показатель. Хотя, по данным опроса, проведённого среди 1009 лиц, 84% литовцев поддерживают аборты, низкий коэффициент рождаемости и католические традиции делают эту процедуру спорным политическим вопросом, поэтому происходят регулярные попытки ограничить его применение.
По состоянию на 2010 год число абортов составляло 9,8 на 1000 женщин в возрасте 15-44 лет.